# Monticello (casino)

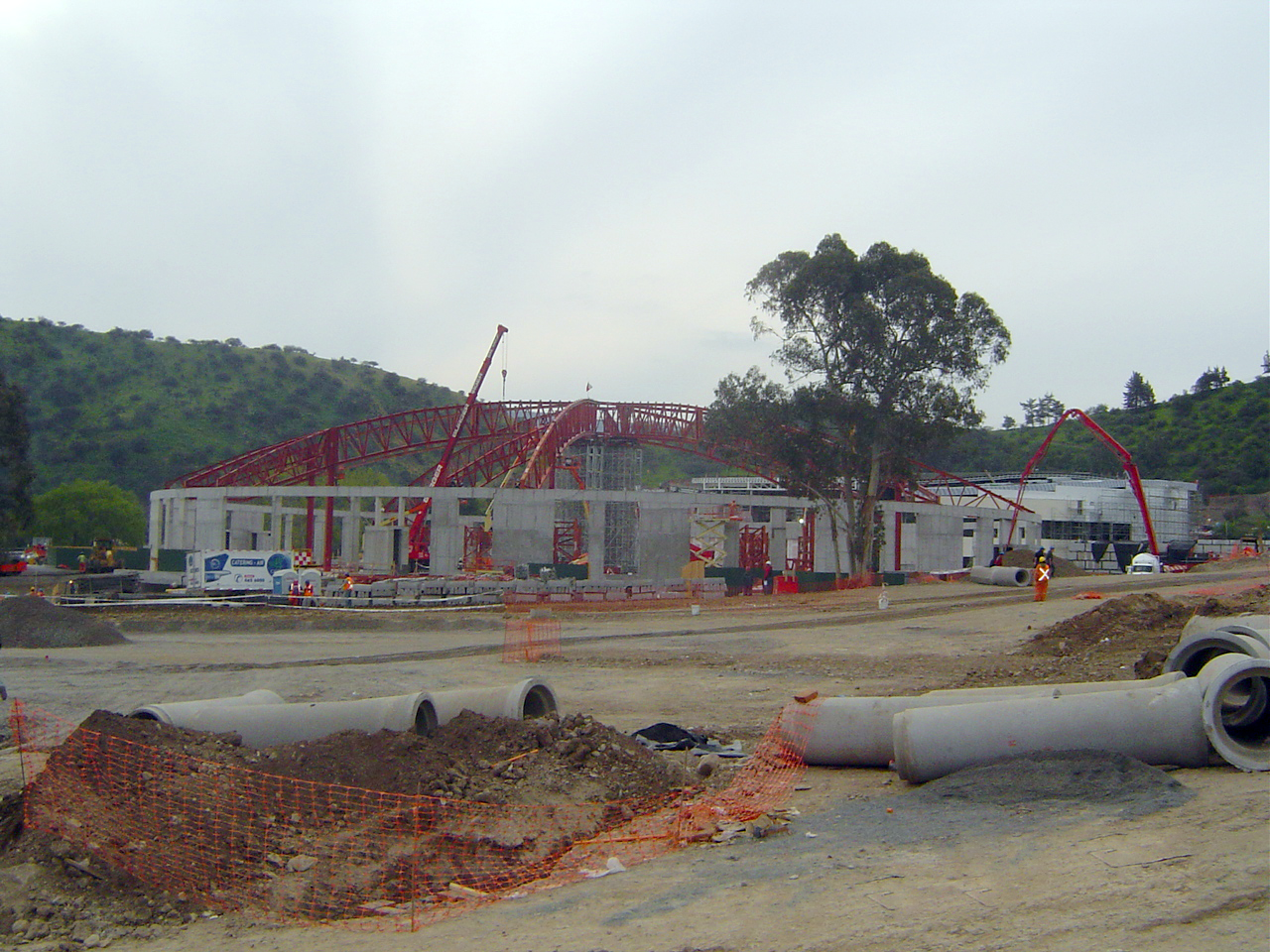
Avance de la construcción en 2008.

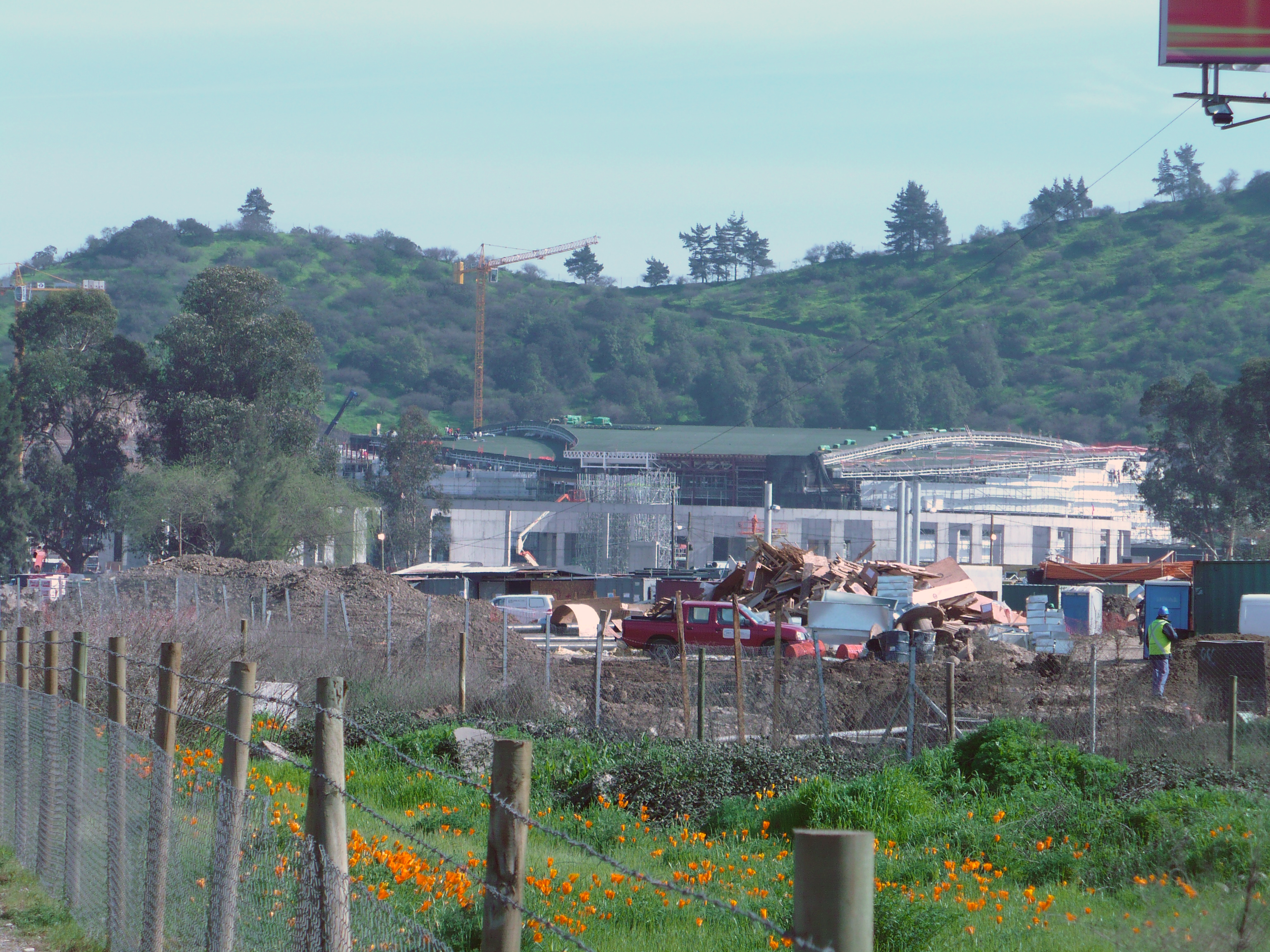
Avance de la construcción en 2009.

Monticello, anteriormente llamado Monticello Grand Casino y Sun Monticello, es un complejo que incluye un casino de juego, un hotel, un estadio cubierto de eventos multipropósito y un centro de entretenimiento, ubicado en el sector de Angostura, en San Francisco de Mostazal, comuna de Mostazal, región de O'Higgins, Chile, a unos 50 kilómetros al sur de la capital, Santiago de Chile. 
Una primera etapa fue inaugurada en 2008. Es manejado por San Francisco Investment S.A., cuyos mayores accionistas son la empresa Dreams, controladora de otros casinos en Chile.

## Historia

### Licitación
En mayo de 2005 entró en vigencia la Ley 19.995 sobre Casinos, que permite la existencia de 24 casinos en Chile (incluyendo los siete casinos que existían a la fecha), con un mínimo garantizado de uno por región y un máximo de tres, separados por un mínimo de 70 km viales. Para la Región de O'Higgins se presentaron seis proyectos en total, repartidos en tres comunas; Mostazal (conocido originalmente como "Paihuén - Portal del Sur", del holding francés International Group of Gaming Resorts, IGGR), Rancagua (Thunderbird, Enjoy, "Casino Magic", CIRSA) y Santa Cruz ("Casino Colchagua", de Enjoy y Empresas Cardoen). Debido a que la distancia que separa a las ciudades de Rancagua y Santa Cruz supera lo indicado por ley, podrían coexistir casinos de juego en ambas ciudades; situación que no sucede entre Rancagua y Mostazal (que son comunas vecinas), por lo que la competencia más dura en la licitación sería entre los cuatro proyectos para la capital regional, y el "Casino Paihuén" (actual Monticello). El periódico local El Rancagüino llamó a este proceso la «Guerra de casinos». 
En julio de 2006 se decidieron los proyectos ganadores en todo el país, excepto para Calama, la Región de Valparaíso, la Región de O'Higgins y la Región del Maule. También se excluyó del concurso a los proyectos para Talca y Rancagua presentados por la firma Thunderbird; con esto se redujo a cinco el número de propuestas de casino para la región, y en tres las propuestas de casinos para la capital regional. En noviembre de 2006, el Consejo Municipal de Rancagua y su alcalde, Carlos Arellano Baeza, aprobaron los tres proyectos para la ciudad.
Finalmente, el Consejo Resolutivo de la Superintendencia de Casinos de Juego (SCJ), entidad dependiente del Ministerio de Hacienda de Chile, decidió el 22 de diciembre de 2006 adjudicar la licitación al Casino Colchagua (Santa Cruz) y al "Casino Paihuén" (Mostazal), en desmedro de las tres propuestas de casinos que continuaban en concurso para la ciudad de Rancagua; esto desató una serie de críticas al interior del Municipio de Rancagua.
Durante marzo de 2007, el holding francés IGGR comunicó la venta del 40% del futuro casino a la empresa sudafricana Sun International (conocida por su complejo hotelero Sun City).

### Inauguración y primeros años
El movimiento de tierras, al estar parte de la propiedad en la ladera de un cerro, y la construcción del complejo comenzaron durante 2007, iniciándose primeramente la edificación del casino de juego y posteriormente la del centro de entretenimiento. El 22 de mayo de 2008 se reveló que el proyecto, inicialmente llamado "Paihuén Casino & Resort" se llamaría Monticello Grand Casino y Mundo de Entretención.
El Casino Monticello fue inaugurado el 8 de octubre de 2008. A mediados de 2009 se abrió al público el centro de entretenimiento, llamado Paseo Monticello, y en diciembre de ese año se inauguró el hotel cinco estrellas, ocasión en que se realizaron dos conciertos en el estacionamiento del Monticello Grand Casino, donde actuaron, por primera vez juntos en Chile, los cantantes Jennifer Lopez y Marc Anthony.
El casino sufrió varios daños avaluados en USD $10 millones durante el terremoto del 27 de febrero de 2010, entre ellos la caída del subtecho y tejado, la rotura de 30 máquinas de azar y daños en el alfombrado. Por ello, permaneció cerrado hasta el 30 de julio de ese año, debido a la demora en la importación de los materiales para refaccionar el recinto. Tras su reapertura, recibió 25.000 visitas en solamente cinco días.
En octubre de 2010, cerca de 700 trabajadores del casino acordaron iniciar una huelga tras haber sido rechazada por la empresa la negociación de mejoras salariales. Diez de ellos iniciaron una huelga de hambre en noviembre de ese año.
Entre el 17 y el 19 de febrero de 2011 se realizó en el casino el torneo "Maestros del tenis" en el que participaron seis tenistas sénior: los suecos Stefan Edberg y Thomas Enqvist, el sudafricano Wayne Ferreira, el francés Cedric Pioline, el ruso Yevgeny Kafelnikov y el chileno Marcelo Ríos, que fuera el ganador del torneo.

## Instalaciones

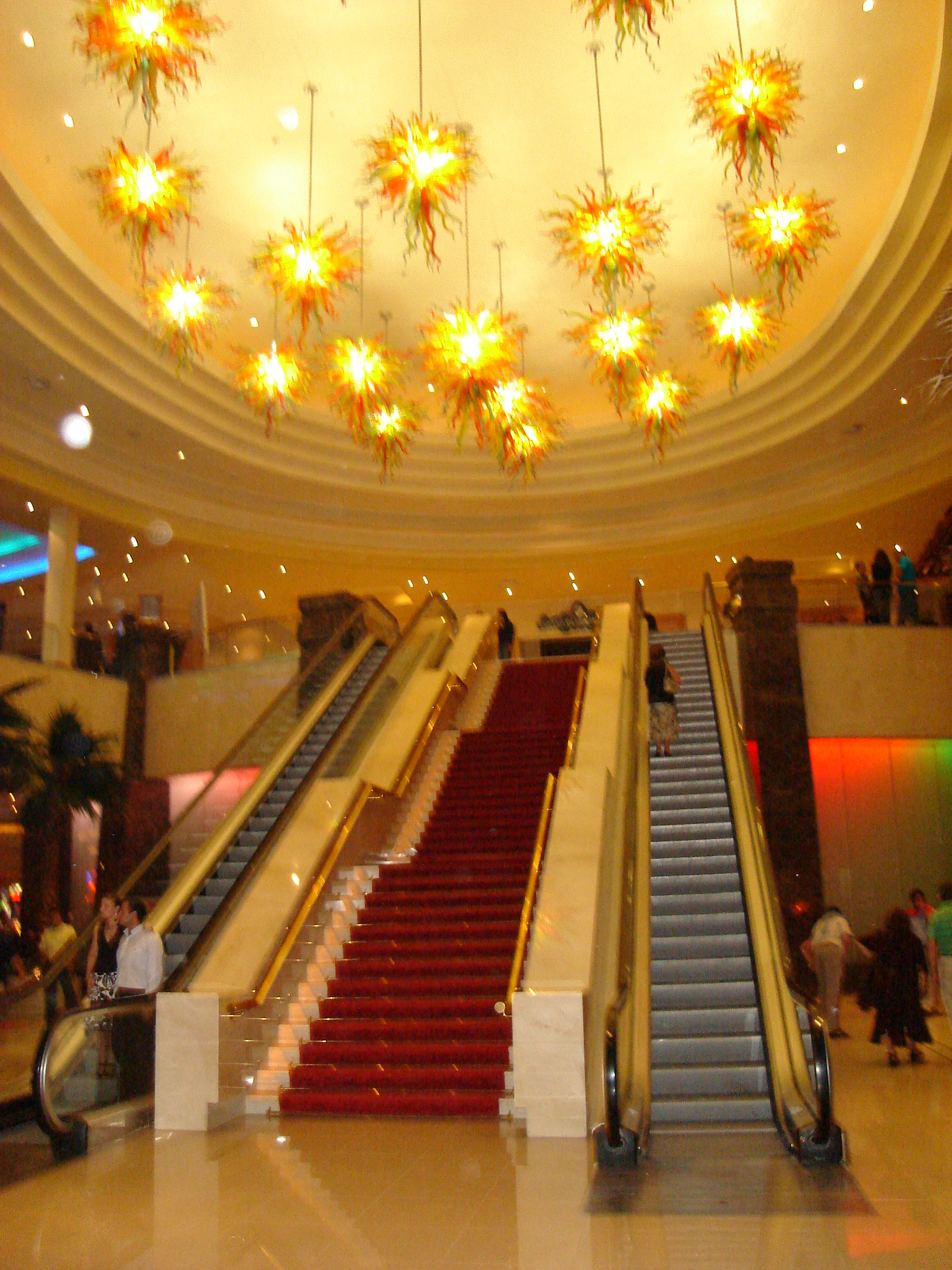
Ingreso al casino.

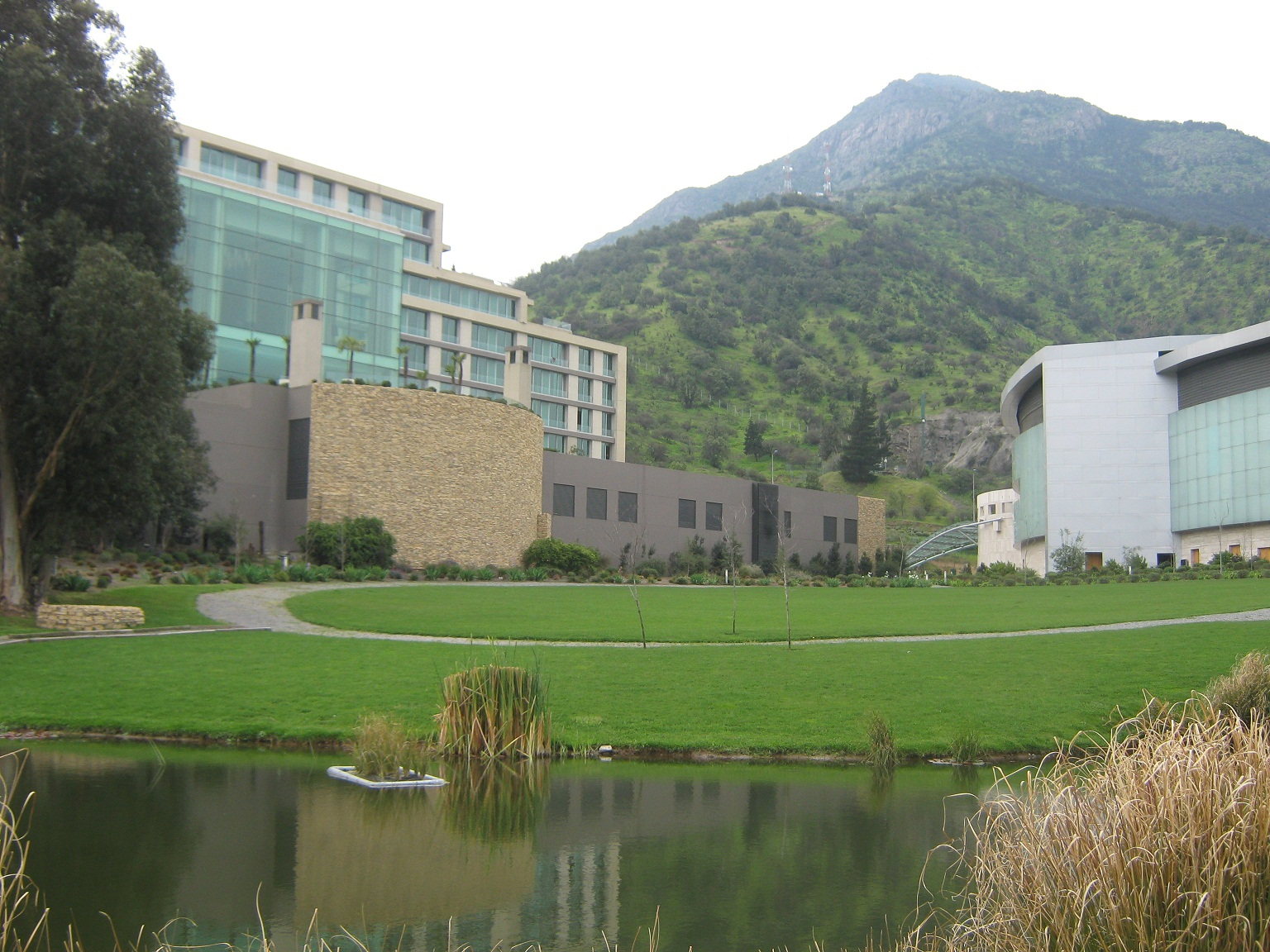
Hotel Monticello en 2012.

El recinto consiste en términos generales en un casino de juego, un hotel de lujo, un centro de entretenimiento y un centro de convenciones. El casino Monticello cuenta con 1718 máquinas de azar, 84 mesas de juego —blackjack, craps, ruleta americana, punto banco (bacará americano) y póquer caribeño— y 300 posiciones para bingo.
El Hotel Monticello es un hotel de cinco estrellas, que cuenta con 155 habitaciones repartidas en sus 8 pisos, además de piscina al aire libre, piscina temperada, bares, gimnasio y peluquería. El Paseo Monticello cuenta con una serie de restaurantes, bares, cafés, un centro de juegos, bowling y una discoteca ("Suka Club"). El centro de conferencia es un espacio para 1800 personas, donde pueden realizarse todo tipo de eventos, y puede dividirse hasta en 3 áreas dependiendo de los requerimientos del cliente.

## Ingresos
Desde su inauguración ha sido el casino de mayor ingreso en Chile, representando casi un tercio de los ingresos de todos los casinos del país. Sus ingresos anuales fueron crecientes hasta 2013, cuando por primera vez fueron menores a los del año anterior, lo que se explica por el impacto que tuvo la nueva ley del tabaco —vigente desde el 1 de marzo de ese año— en todas las salas de juego de Chile.
| Año  | Ingresos (en dólares) | % ingresos totales (respecto a casinos chilenos) |
| ---- | --------------------- | ------------------------------------------------ |
| 2009 | 77.600.000            | 35,30%                                           |
| 2010 | 77 880 000            | 24,54%                                           |
| 2011 | 146 790 000           | 28,50%                                           |
| 2012 | 164 000               | 27,60%                                           |
| 2013 | 130 700 000           | 27,30%                                           |
| 2014 | 129 500 000           | 28,80%                                           |
| 2024 | 3450000               | ↓ 266,40%                                        |

## Críticas y controversias

### Diseño
En octubre de 2006, la empresa Matte —que junto a Cirsa presentó uno de los proyectos de casino para Rancagua que fueron desechados— presentó un recurso de protección en la Corte de Apelaciones de Santiago de Chile, para revocar la licitación al casino de Mostazal. Uno de los argumentos de los querellantes era la imposibilidad de construir a 35 metros de la carretera, debido a una serie de características técnicas que presentaría el terreno, en la ladera surponiente del cerro Challay, según un estudio realizado por Clemente Pérez. Finalmente, el recurso no fue acogido, y los querellantes apelaron a la Corte Suprema, órgano que en agosto de 2007 confirmó la sentencia anterior.

### Ubicación
Particularmente en opinión de algunas autoridades políticas de la región, así como de los consorcios perjudicados, se planteó que la elección de Mostazal para la construcción del casino (en la localidad de Angostura de Paine, límite de las regiones de O'Higgins y Metropolitana) vendría a sobrepasar la Ley 19.995 sobre Casinos, que establece que no pueden existir casinos en la Región Metropolitana. Si bien desde un punto de vista geopolítico no incumplía dicha ley, en la práctica podía considerarse que sí, toda vez que el Casino se encontraba emplazado un par de kilómetros al norte de la Plaza de Peajes de Angostura, lugar se podía considerar a ser un límite más claro en lo económico y administrativo entre ambas regiones.
Una medida paliatoria se instauró en octubre de 2010, cuando se abrió el acceso directo desde la Autopista del Maipo a 1 km al norte del Peaje Angostura, dejando a los habitantes de la Región de O'Higgins la opción de estacionar sus vehículos en el estacionamiento principal o en uno más alejado, esta última sin tener que pagar el peaje. En 2016 se materializó el desplazamiento de la plaza de Peaje Angostura tres kilómetros al norte de su antigua ubicación, con lo que los habitantes de la Región de O'Higgins ya no deben pagar peaje para ingresar al casino.

### Decisiones políticas
La decisión de optar por la construcción de un casino a orillas de la Ruta CH-5 en la comuna de Mostazal generó más de una polémica en la ciudad de Rancagua, sobre todo al interior del Consejo Comunal, donde representantes de las principales coaliciones políticas atribuyeron responsabilidades a las bancadas contrarias por el fracaso de los casinos propuestos para la capital regional. Los miembros de la Concertación atribuyeron la responsabilidad a los concejales de la Alianza por Chile; éstos a su vez, criticaron una supuesta mala gestión del alcalde Carlos Arellano Baeza.
También se ha criticado que durante la licitación la, en ese entonces, alcaldesa de Mostazal Mirenchu Beitía haya buscado apoyo en el resto de las comunas de la Región de O'Higgins, mediante el compromiso de repartir el 20% de las ganancias recibidas por vía impuestos entre las 33 comunas de la región (exceptuando a Rancagua, Santa Cruz y Navidad), que conforman la "Asociación de Municipios para el Desarrollo de la Sexta Región". El sucesor de Beitía, Sergio Medel, se negó a realizar en primera instancia lo comprometido por la administración anterior, impugnando la legalidad del acuerdo ante la Contraloría General de la República de Chile. Sin embargo, la Contraloría confirmó la legalidad de la medida, y en diciembre de 2009 se entregaron 536 millones de pesos a las municipalidades de la región.

### Seguridad
En 2017, Osvaldo Campos, médico veterinario de 42 años, se parapetó en un baño del recinto tras matar a dos funcionarios del recinto y herir a varias personas con una pistola que portaba en su bolsillo. Mató al Gerente de Turno de mesas a eso de las 12:30 horas, identificado como Oscar Reyes Valenzuela (36), y dejó siete heridos de gravedad, entre ellos, Carolina Carreño (34) que murió en el Hospital de Graneros producto de las lesiones provocadas por el médico veterinario. Debido a este hecho el Gobierno de Chile dictó un decreto que exigió mayores medidas de seguridad en estos recintos.

### Corrupción
Solo en 2022 el casino aportaba más de $37.043 millones en impuestos a entidades públicas en la región de O'Higgins.Según el informe de agosto de 2023 ha aportado con $772 millones al Gobierno Regional y $772 millones al municipio de Mostazal. Con semejantes ingresos al erario público la municipalidad de Mostazal realizó traspasos millonarios a distintos ramos públicos que la Contraloría General de la República cuestionó en febrero de 2024, por no haberse rendido y ajustado a la ley.Se trata de traspasos a la Corporación de la Cultura de Mostazal, el Departamento de Administración de Educación Municipal, al Departamento de Salud, al "mejoramiento, conservación y reparación de todas las plazas y áreas verdes, jardines de edificios municipales, espacios de calles y avenidas", y en ayudas sociales cuya recepción no se acreditó.Por tal motivo se abrió un procedimiento disciplinario contra la municipalidad.